# Pekan Selesai
Pekan Selesai is een bestuurslaag in het regentschap Langkat van de provincie Noord-Sumatra, Indonesië. Pekan Selesai telt 10.724 inwoners (volkstelling 2010).